# Stazione di Lumignacco
La stazione di Lumignacco è una fermata ferroviaria del Friuli-Venezia Giulia che si trova sulla linea ferroviaria Udine-Cervignano.

## Storia
La fermata venne attivata nel 1938.

## Movimento
Non è più servita da treni dall'introduzione dell'orario cadenzato il 15 dicembre 2013.

## Servizi
La stazione dispone dei seguenti servizi:
- Interscambio Autobus
- Parcheggio di scambio